# Miconia phaeochaeta
Miconia phaeochaeta är en tvåhjärtbladig växtart som beskrevs av John Julius Wurdack. Miconia phaeochaeta ingår i släktet Miconia och familjen Melastomataceae. IUCN kategoriserar arten globalt som livskraftig. Inga underarter finns listade i Catalogue of Life.